# David Miranda (político)
David Michael dos Santos Miranda (Rio de Janeiro, 10 de maio de 1985 — Rio de Janeiro, 9 de maio de 2023) foi um jornalista, estrategista de marketing e político brasileiro, filiado ao Partido Democrático Trabalhista (PDT). Foi deputado federal pelo estado do Rio de Janeiro.
Nasceu e cresceu no Jacarezinho, coordenou a campanha pelo asilo a Edward Snowden no Brasil e trabalhou ativamente junto ao seu marido Glenn Greenwald nas revelações dos programas secretos de vigilância global dos Estados Unidos, efetuados pela sua Agência de Segurança Nacional. Em 2013 foi detido pelo governo britânico justamente pelo trabalho que realizou sobre a vigilância em massa.
Ativista LGBT e casado com Greenwald durante 17 anos, filiou-se ao PSOL e foi eleito como o primeiro vereador LGBT na história da Câmara do Rio de Janeiro. Em 2019, ocupou a vaga do deputado federal eleito Jean Wyllys, que decidiu não assumir o mandato e deixou o país devido a ameaças de morte.

## Biografia
Miranda nasceu no Jacarezinho, subúrbio do Rio de Janeiro. Sua mãe morreu quando ele tinha cinco anos de idade. Nunca conheceu o pai e morava com sua tia (diarista e mãe de cinco filhos). Começou a trabalhar ainda com nove anos, chegando a ser caixa de casa lotérica, office boy, entregador de panfleto, despachante e operador de telemarketing. Aos treze anos, saiu da casa para morar com dois primos na favela do Rato Molhado, em Inhaúma, zona norte do Rio.

## Vida pública

### Caso Snowden
Glenn Greenwald, com quem David era casado, foi contatado por Edward Snowden no final de 2012. Ele também contatou a documentarista Laura Poitras em janeiro de 2013, que passou a trabalhar com Greenwald para preparar a publicação das denuncias de espionagem. David agenciou todas as publicações realizadas por seu marido. Os primeiros documentos foram publicados em 6 de junho de 2013. No Brasil, o programa Fantástico do dia 8 de Setembro de 2013, baseado em documentos fornecidos por Snowden a Greenwald, revelou que a NSA vem espionando a Petrobras com fins de beneficiar os americanos nas transações com o Brasil. Ainda em 2013, em reportagem com a jornalista Sônia Bridi, Greenwald revelou que além de grandes empresas como a Petrobras, a presidente do Brasil, Dilma Rousseff, foi espionada pelo governo americano. A partir de então, as revelações têm provocado reação em todos os países do mundo e na comunidade de especialistas na segurança da Internet. Elas vão desde a participação nos programas de vigilância de empresas como Google, Facebook, Microsoft, a contaminação de computadores no mundo todo e a quebra dos códigos de criptografia da internet, fazendo toda a internet vulnerável a ataques, tanto pela NSA americana, como por predadores e criminosos.

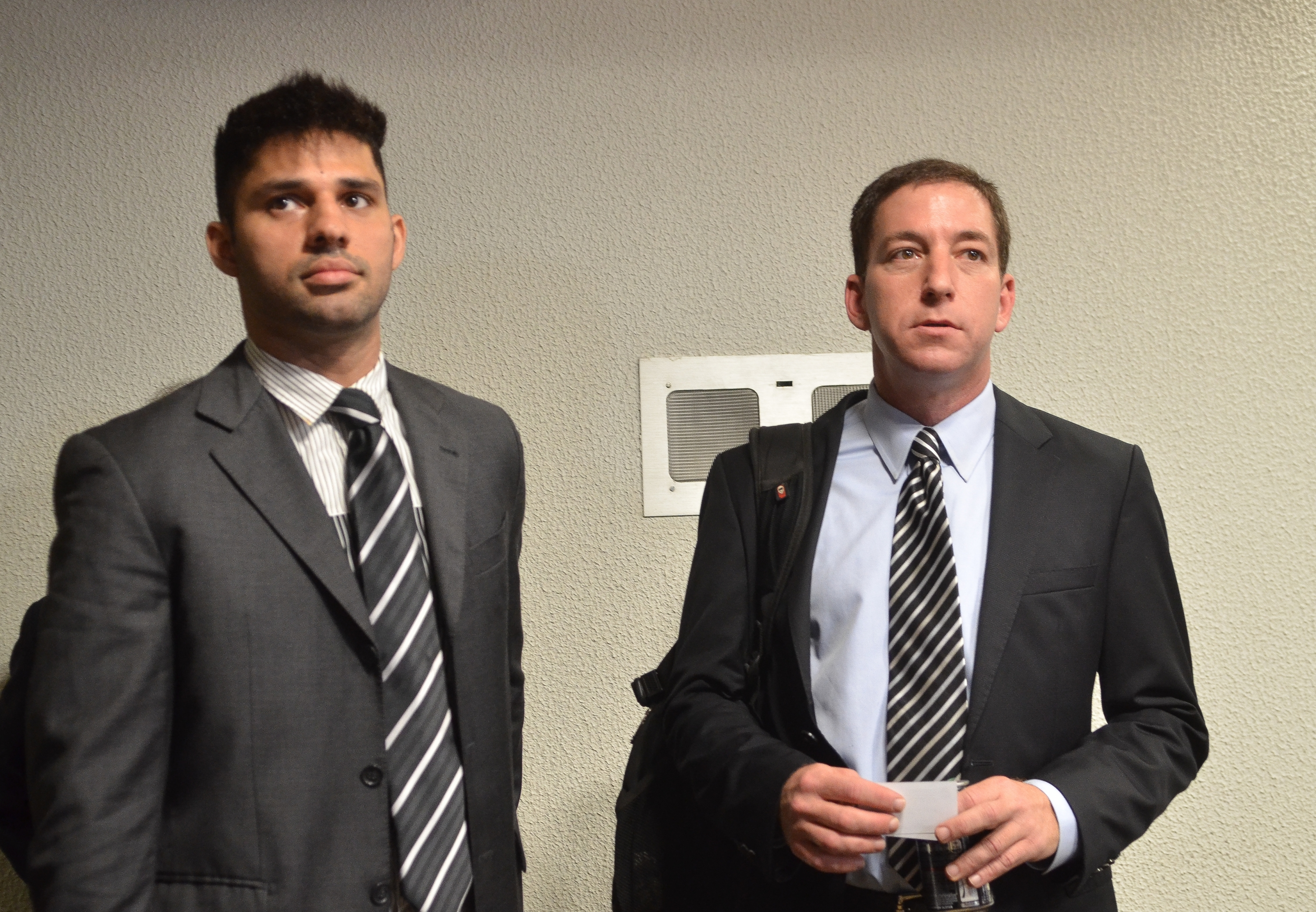
Miranda e Greenwald no Congresso Nacional em 2013

Em agosto de 2013, Miranda foi detido pela Polícia Metropolitana de Londres quando fez escala na Inglaterra na viagem de volta de Berlim para o Brasil. Foi duramente interrogado e ficou detido por nove horas, incomunicável, sem lhe darem sequer o direito de fazer uma ligação telefônica muito menos contatar um advogado. Após o interrogatório, seu laptop, telefone, computador, câmera e outros objetos pessoais foram apreendidos. Para justificar sua detenção, a Inglaterra fez uso de lei britânica antiterrorista - o Anexo 7 do Terrorism Act 2000, o equivalente britânico do PATRIOT Act americano, considerando o brasileiro como suspeito de terrorismo A Anistia Internacional afirmou que Miranda foi "claramente vítima de uma injustificada tática de vingança" contra Greenwald. Por sua vez, o jornalista descreveu a detenção de seu parceiro como intenção de intimidação àqueles que têm vindo a escrever sobre a NSA e sobre a conivência do governo britânico com o sistema de vigilância global através do serviço de inteligência britânico, o Government Communications Headquarters (GCHQ). Desde então, Miranda processou a Polícia Metropolitana londrina. Em fevereiro de 2014, a Justiça Britânica considerou a detenção de David Miranda como sendo legal. Ele recorreu da decisão do tribunal londrino e obteve uma vitória. Os juízes estimaram que um artigo-chave desta lei antiterrorista promulgada no ano 2000 - mais especificamente seu anexo 7 -, que amparou a atuação policial contra David em Londres, é contrário à lei europeia e que portanto cabe ao Parlamento britânico mudá-lo.

### Campanha por asilo a Snowden
David Miranda coordenou a campanha por asilo a Snowden no Brasil. Com a colaboração de coletivos de juventude como o Juntos e de organizações como o Avaaz, Miranda conseguiu coletar mais de 1,5 milhão de assinaturas pedindo que o governo de Dilma Rousseff acolhesse o ex-agente da NSA em solo brasileiro. Houve uma pressão forte para o apelo da campanha, muitas figuras públicas se engajaram, mas o governo rejeitou o pedido de asilo, que teve como ápice a “Carta aberta aos brasileiros” redigida pelo próprio Edward Snowden.
A campanha teve repercussão internacional, e ganhou notoriedade na mídia do mundo todo. A Rússia, que mantinha o ex-agente asilado temporariamente, prorrogou seu asilo em agosto de 2014 por mais três anos. Ele deu declarações em 2016 afirmando que voltaria aos EUA se recebesse garantias do Estado de um julgamento justo, em que possa defender suas causas junto à sociedade.

### Eleições 2014
Nas eleições presidenciais de 2014, Luciana Genro se reuniu com David Miranda e Glenn Greenwald, se comprometendo com a campanha de asilo a Snowden no Brasil. A relação com o partido de Luciana Genro, o PSOL, foi estabelecida na campanha por asilo ao ex-agente da CIA coordenada por David Miranda no ano de 2013. A boa relação resultou na filiação de David Miranda ao Partido Socialismo e Liberdade.

### Ativismo e trabalho político

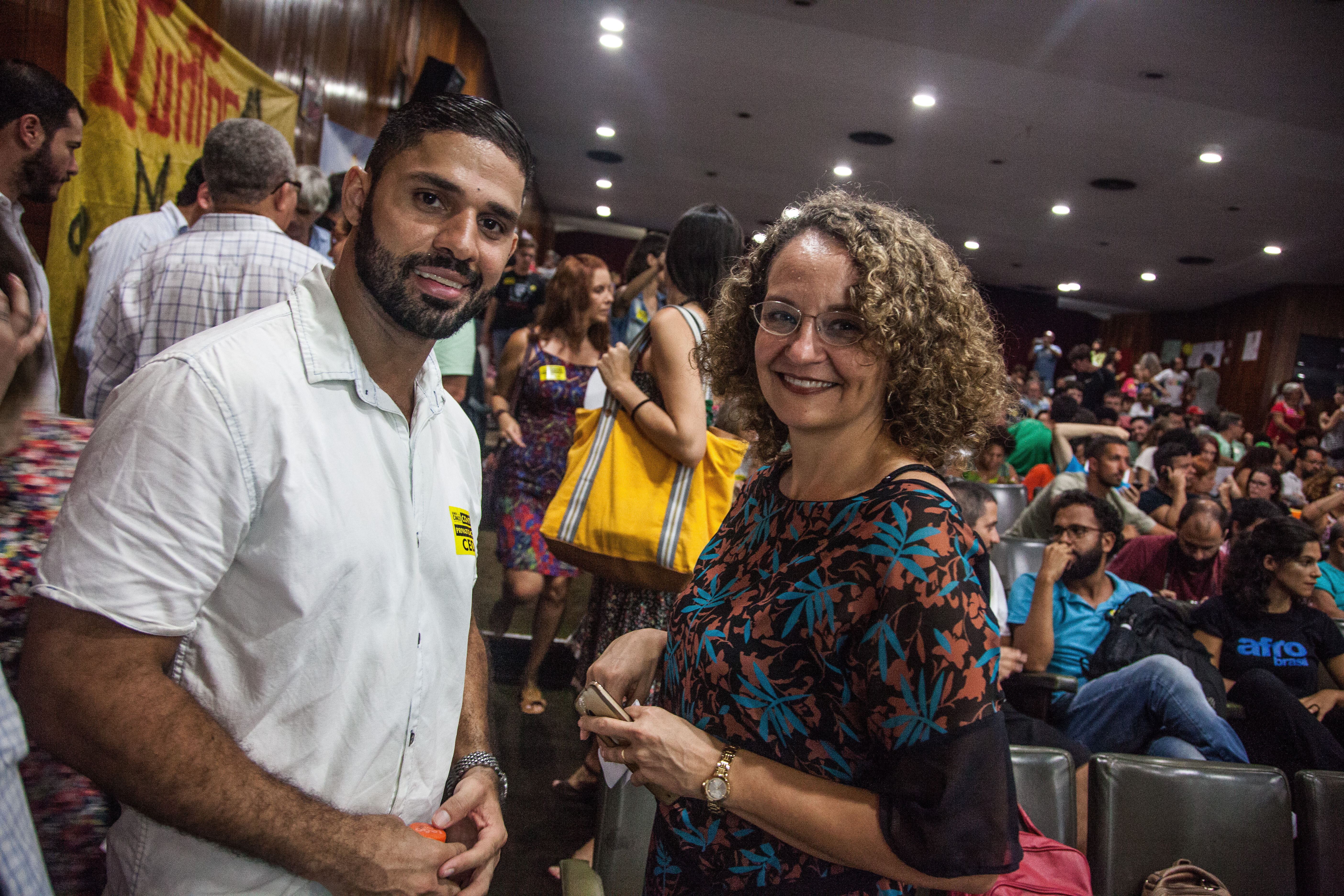
David Miranda e Luciana Genro durante o Ato em Defesa do Mandato de Jean Wyllys em 2017

Miranda tem como militância de vida a causa LGBT e a luta por direitos civis aos segmentos da sociedade que sofrem preconceitos. Sua atuação com os movimentos organizados, no entanto, despontou no ano em que milhões de jovens tomaram as ruas e apolítica para si nas jornadas de junho de 2013. A partir dali, evento que coincidiu com seu trabalho junto a Greenwald e Snowden, sua atuação política organizada aumentou. Se engajou nas eleições de 2014, filiou-se ao PSOL e em 2015 iniciou um trabalho de ativismo com o coletivo Juntos: a Casa da Juventude no Rio de Janeiro. Trata-se de um território que reúne ativistas jovens de vários segmentos e pautas de toda a cidade, promovendo cultura, debate e midiativismo.
Também em 2015, a partir do trabalho com a Casa da Juventude, coordenou e formatou um documento internacional de proteção aos denunciantes do Estado, denominado Tratado Snowden. O Tratado foi lançado com o apoio de inúmeras personalidades do mundo todo e segue sendo trabalhado junto a especialistas dos direitos humanos internacionais para ser apresentado a ONU. A essência do Tratado é que se tenham normas internacionais sobre como os países devem se portar e proteger denunciantes como Edward Snowden.
Em fevereiro de 2016, Miranda coordenou uma campanha em defesa do programa estadual do Rio de Janeiro que combate a LGBTfobia: “SOS Rio Sem Homofobia”. No contexto de crise profunda do estado do Rio de Janeiro, o secretário de Direitos Humanos a época, o pastor Ezequiel Teixeira, cortou verbas e inviabilizou o prosseguimento do programa Rio Sem Homofobia. Diversos setores da sociedade e da comunidade LGBT se mobilizaram para defender a manutenção do programa. A campanha tocada por Miranda e a Casa da Juventude contou mais uma vez com o engajamento de jovens ativistas e personalidades brasileiras. O programa foi resgatado e o pastor deixou a pasta de direitos humanos.
Em julho de 2016 Miranda protagonizou o principal embate do ano contra o Grupo Globo e um de seus herdeiros, João Roberto Marinho. Diante da grave crise institucional no país e do iminente impeachment da presidente Dilma Rousseff, e ainda do questionamento do papel da imprensa (sobretudo do Grupo Globo), Miranda publicou um artigo no jornal britânico The Guardian criticando o papel da mídia e seu oligopólio no Brasil. O artigo teve ampla repercussão internacional. Marinho pediu direito de resposta no jornal e foi publicado nos comentários do artigo de Miranda. Em seguida, Marinho recebeu mais uma resposta de Miranda, desta vez no The Intercept.
Em Outubro de 2016 disputou as eleições para vereador na cidade do Rio de Janeiro pelo PSOL. Foi eleito como um dos seis vereadores do partido na cidade e compôs a segunda maior bancada do Palácio Pedro Ernesto. David Miranda foi o primeiro vereador gay da cidade do Rio de Janeiro a assumir uma cadeira na casa.
Em dezembro de 2019, David Miranda venceu o troféu "Poc Awards", do portal Gay Blog BR, na categoria "ativismo" pelo voto popular. Em 2020, o político também foi indicado para a mesma categoria ao lado de Duda Salabert, Erica Malunguinho, Erika Hilton, Fábio Felix, Monica Benício, Pedro Melo, Todd Tomorrow e William de Lucca.

### Deputado Federal
Disputou as eleições de 2018 pelo PSOL, candidato à Câmara dos Deputados. Recebeu pouco mais de 17 mil votos, alcançando a primeira suplência da coligação PSOL-PCB. Com a decisão do deputado Jean Wyllys (PSOL) de não assumir o mandato, para o qual foi reeleito, e viver fora do país, David assumiu o mandato em 1° de fevereiro de 2019. Em outubro de 2019, David Miranda foi autorizado pela Câmara dos Deputados a receber escolta policial em todo o Brasil, devido as ameaças que recebeu.
Em janeiro de 2022, anunciou que se desfiliaria do PSOL por estar incomodado com a recente aproximação do partido com o PT e com o provável apoio à candidatura presidencial de Lula em 2022.

## Vida pessoal
Conheceu o advogado e jornalista norte-americano Glenn Greenwald em 2005 na praia de Ipanema, na altura da Farme de Amoedo, local bastante frequentado por LGBTs, que se estende do mar pelos bares e restaurantes da rua até a Lagoa. Poucos meses depois estavam casados pelas leis brasileiras, mais avançadas na época do que as dos Estados Unidos. Em novembro de 2017, o casal anunciou que havia adotado dois filhos alagoanos, de Maceió, chamados João Victor e Jonathan. A adoção foi oficializada em março de 2019.
No dia 6 de agosto de 2022, David Miranda foi internado em estado grave na UTI após sentir dores abdominais devido a uma infecção gastrointestinal. Após seis semanas de internação, retirou sua candidatura à reeleição, em comunicado feito por Glenn Greenwald. Sua infecção evoluiu para um quadro de sepse, atingindo outros órgãos.

## Morte
David Miranda morreu na manhã do dia 9 de maio de 2023 na UTI da Clínica São Vicente, no Rio de Janeiro, em decorrência de uma septicemia. Ele faria 38 anos no dia seguinte.

## Desempenho eleitoral
| Ano  | Eleição                     | Partido | Cargo            | Votos  | %     | Resultado | Ref    |
| ---- | --------------------------- | ------- | ---------------- | ------ | ----- | --------- | ------ |
| 2016 | Municipal do Rio de Janeiro | PSOL    | Vereador         | 7.012  | 0,24% | Eleito    | [ 61 ] |
| 2018 | Estaduais no Rio de Janeiro | PSOL    | Deputado federal | 17.356 | 0,22% | Suplente  | [ 62 ] |